# Jardin de Mukōjima-Hyakkaen
Le jardin de Mukōjima-Hyakkaen (向島百花園, Mukōjima-Hyakkaen) est un jardin floral situé dans l'arrondissement de  Sumida à Tokyo. Le jardin, créé par un marchand, est différent des jardins de daimyo — ce n'est pas un jardin japonais traditionnel. C'est le seul jardin floral de l'époque d'Edo qui nous soit parvenu. « Mukōjima » vient de l'ancien nom de la région et « Hyakkaen » est choisi pour signifier « un jardin avec une centaine de fleurs qui fleurissent tout au long des quatre saisons ». Le jardin couvre une superficie d'environ 10 886 m2.

## Histoire
Durant la période allant de 1804 à 1830, la bourgeoisie émerge comme puissante classe sociale, et les aspects culturels des chōnin d'Edo commencent à se développer. Le maître du jardin est Sahara Kikū, riche commerçant en antiquités. Il achète le terrain dans le village de Terajima et obtient la coopération de divers bunjin - écrivains et artistes ayant des goûts littéraires - pour créer un élégant jardin d'arbustes et de fleurs. Il plante des umes offerts par ses amis tels qu'Ōta Nampo et Shibutsu Ōkubo. Au moment où le jardin ouvre ses portes, sa principale caractéristique en sont les 360 abricotiers. Le jardin est ensuite agrandi avec des collections de flore de l'ancienne poésie japonaise du Man'yōshū et du Shi Jing chinois, permettant aux visiteurs de profiter de fleurs épanouies tout au long de l'année.
Le jardin subit d'importants dégâts à deux reprises : quand il est inondé pendant la grande crue de la Sumida-gawa 1910, et quand il est incendié lors d'un bombardement de Tokyo en 1945.
En 1938, afin de préserver le jardin pour la postérité, le propriétaire en fait don à la ville de Tokyo et il est officiellement ouvert au public en 1939. En 1978, il est désigné par le gouvernement national, comme célèbre site d'importance historique aux termes de la Loi de préservation des biens culturels.
Le jardin se trouve à 8 minutes de la gare d'Higashi-Mukōjima sur la ligne Tōbu Isesaki, ou à 13 minutes de la gare de Keisei Hikifune sur la ligne principale Keisei.
mblzz

## Galerie

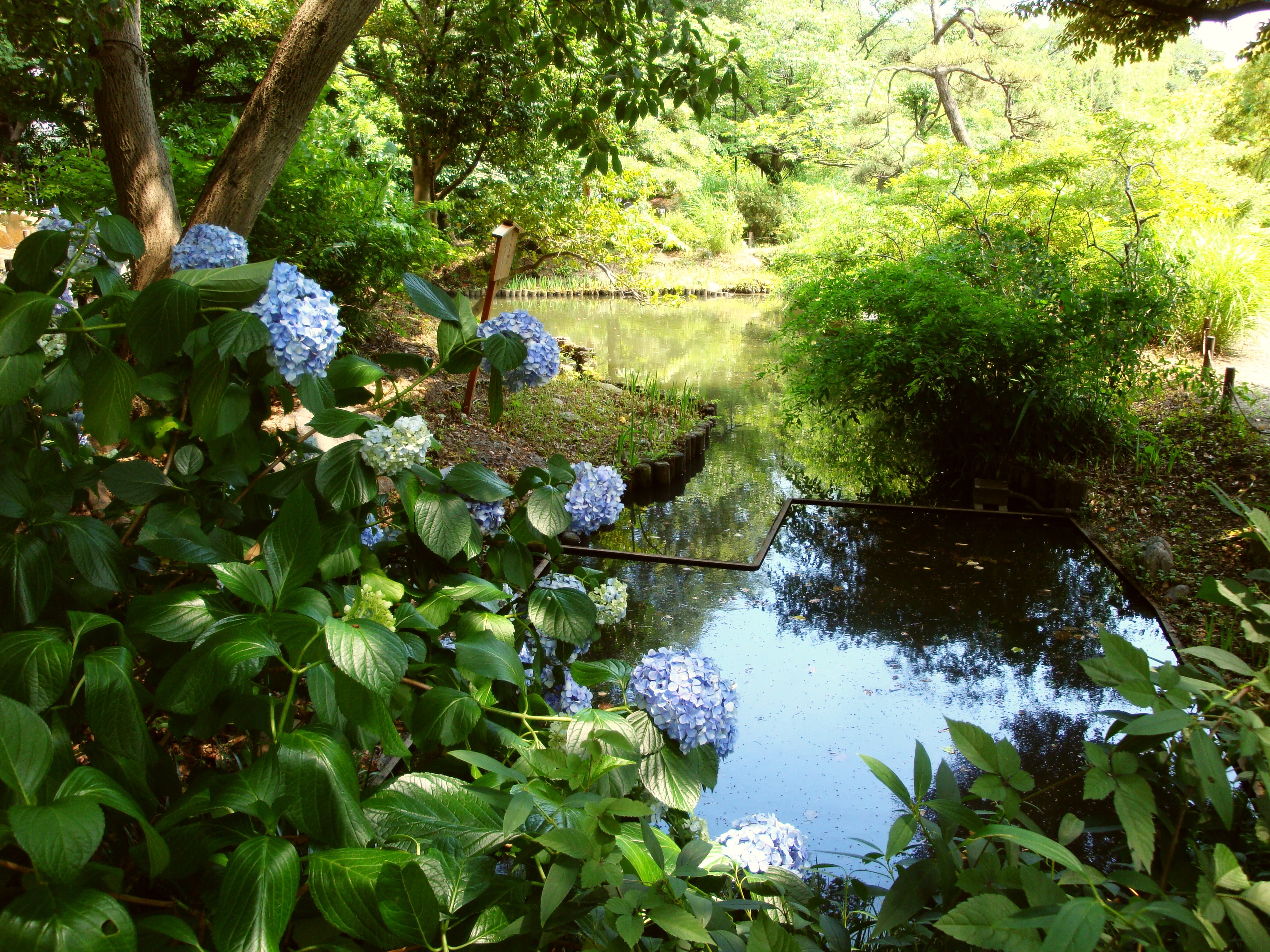
Étang
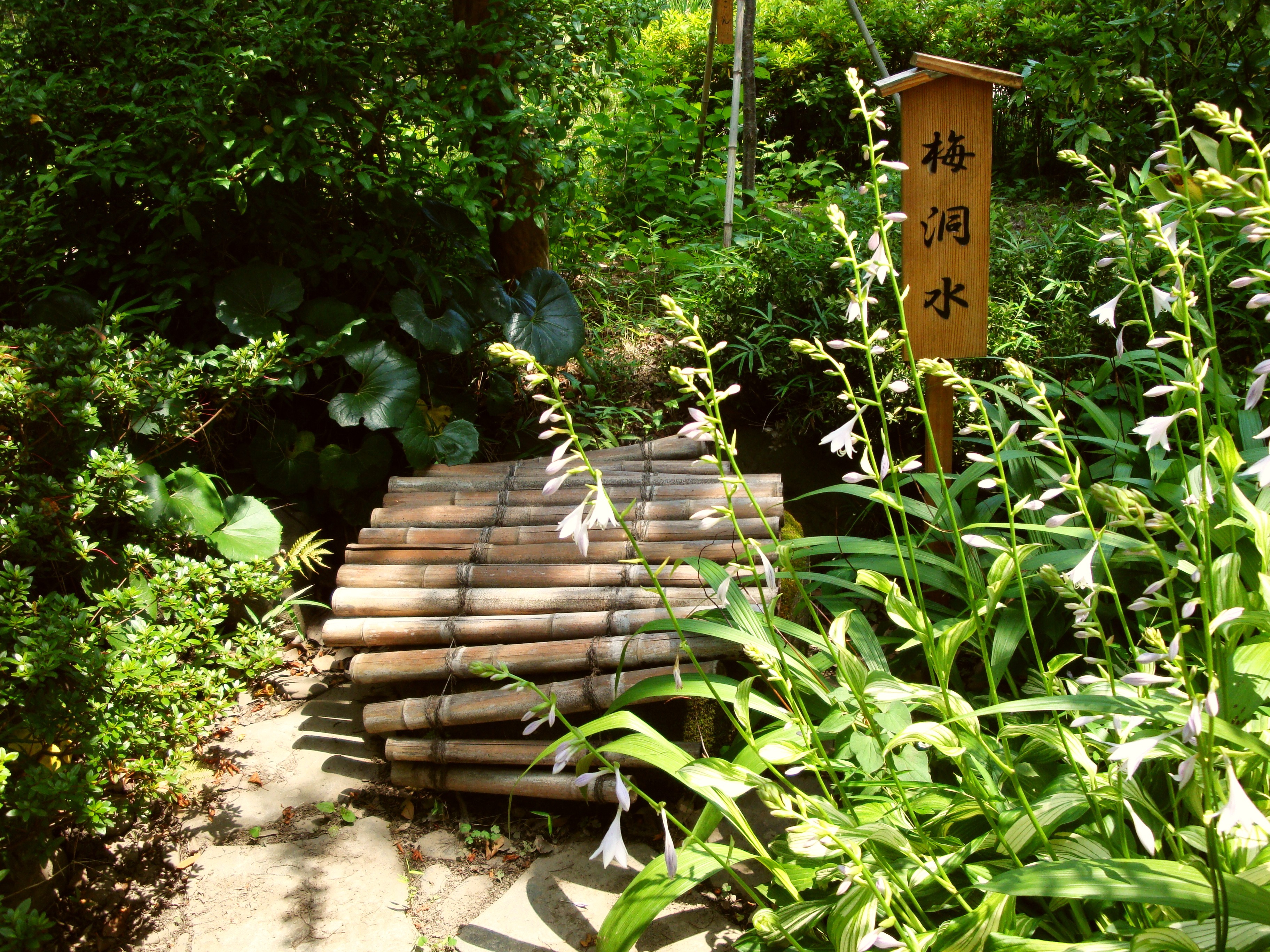
Puits
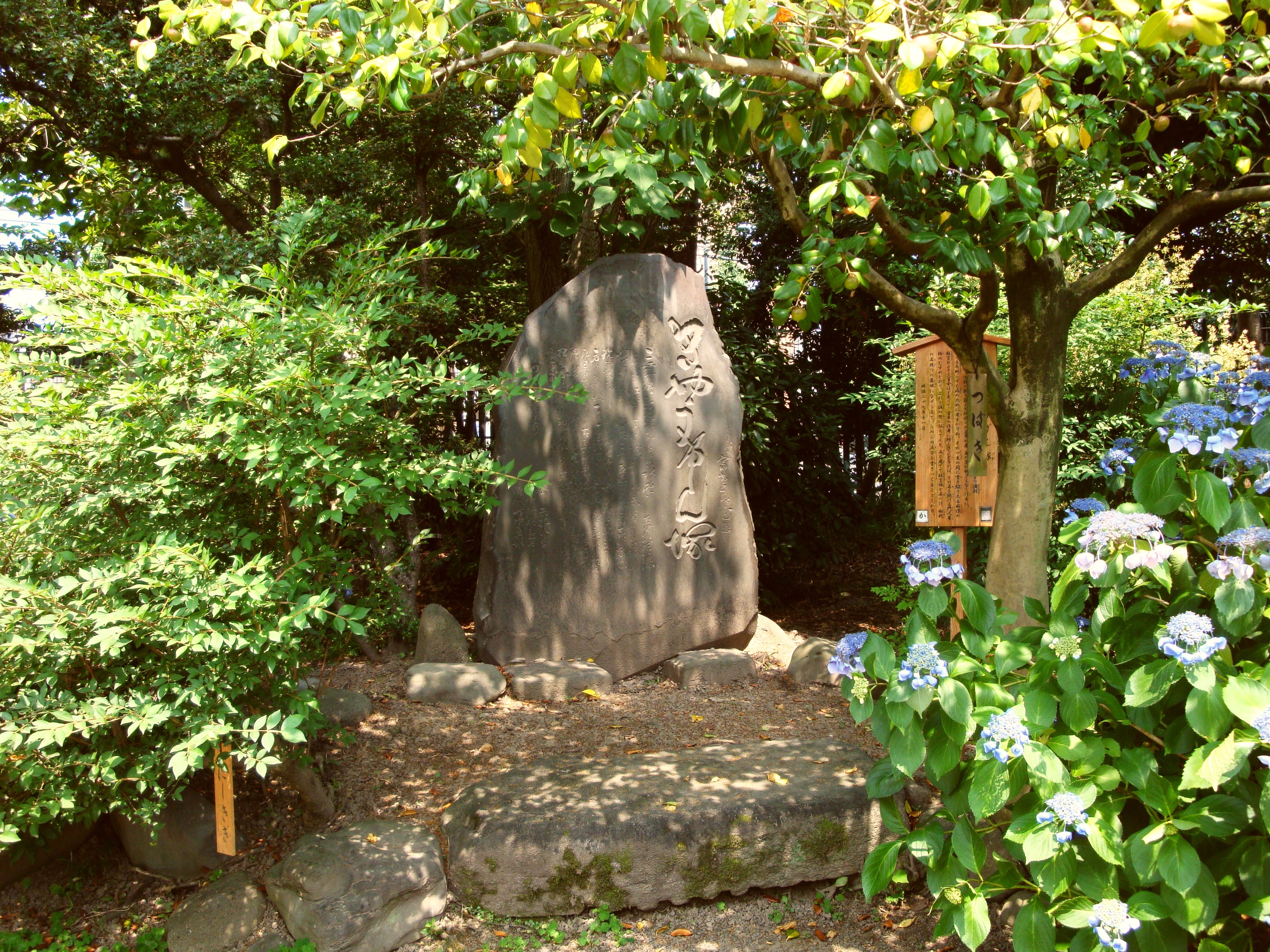
Calligraphie japonaise

## Référence
- (en) Cet article est partiellement ou en totalité issu de l’article de Wikipédia en anglais intitulé « Mukōjima-Hyakkaen Garden » (voir la liste des auteurs).